# Floreana
Floreana je sopečný ostrov v Tichém oceánu, který patří Ekvádoru. Nachází se v souostroví Galapágy 40 km jihovýchodně od hlavního ostrova Isabely. Ostrov má rozlohu 173 km² (šestý největší ostrov Galapág) a jeho nejvyšším bodem je Cerro Pajas (640 m). Jediným sídlem je Puerto Velasco Ibarra, kde žije okolo stovky stálých obyvatel. Na severu ostrova se nachází záliv Post Office Bay pojmenovaný podle toho, že zde byl v roce 1793 umístěn dřevěný sud, v němž námořníci nechávali poštu.
Ostrov se původně jmenoval Santa Maria podle jedné z Kolumbových karavel, Angličané ho nazvali Charles Island podle krále Karla II. Stuarta. Současný název dostal na počest ekvádorského prezidenta Juana Josého Florese.
Díky zásobám pitné vody toto místo často navštěvovali velrybáři a piráti. V roce 1820 se zde zastavila také loď Essex, jejíž osud inspiroval román Bílá velryba. V roce 1835 na Floreaně pobýval Charles Darwin. Později zde Ekvádorci založili trestaneckou kolonii. Ve dvacátých letech dvacátého století se Norové neúspěšně pokusili vybudovat na ostrově závod na konzervování ryb. Později sem přišla z Německa skupina vyznavačů přírodního způsobu života, jejíž pokus o vybudování soběstačné osady však ukončila série dosud nevyjasněných úmrtí. O případu vznikl v roce 2013 dokumentární film The Galapagos Affair: Satan Came to Eden.
Žije zde lachtan mořský, tučňák galapážský, plameňák karibský, buřňák tmavohřbetý, káně galapážská, kareta obrovská, leguán mořský a krab světlonohý. Místní poddruh želvy sloní byl vyhuben posádkami kotvících lodí, pro které představoval snadno dostupný zdroj potravy. Endemický druh drozdec galapážský přežívá již pouze na menších ostrůvcích Gardiner a Champion. Ostrov je jediným místem na světě, kde se vyskytuje hvězdnicovitá rostlina Lecocarpus pinnatifidus. Ekosystém ostrova byl však ve dvacátém století vážně narušen introdukovanými kozami a osly.
Severně od Floreany se nachází zatopený sopečný kužel zvaný „Ďáblova koruna“, který je často naštěvován rekreačními potápěči.